# Erving (Massachusetts)
Erving é uma vila localizada no condado de Franklin no estado estadounidense de Massachusetts. No Censo de 2010 tinha uma população de 1.800 habitantes e uma densidade populacional de 48,29 pessoas por km².

## Geografia
Erving encontra-se localizado nas coordenadas 42° 36′ 48″ N, 72° 25′ 35″ O. Segundo o Departamento do Censo dos Estados Unidos, Erving tem uma superfície total de 37.28 km², da qual 35.79 km² correspondem a terra firme e (4%) 1.49 km² é água.

## Demografia
Segundo o censo de 2010, tinha 1.800 pessoas residindo em Erving. A densidade populacional era de 48,29 hab./km². Dos 1.800 habitantes, Erving estava composto pelo 97.22% brancos, o 0.28% eram afroamericanos, o 0.28% eram amerindios, o 0.22% eram asiáticos, o 0% eram insulares do Pacífico, o 0.39% eram de outras raças e o 1.61% pertenciam a duas ou mais raças. Do total da população o 1.78% eram hispanos ou latinos de qualquer raça.